# Grb Slovenije
Grb Slovenije sastoji se od plavog štita s crvenim obrubom na kojem se nalazi stilizirani prikaz bijele planine - Triglava. Ispod te planine su dvije vijugave linije koje simboliziraju rijeke i more, a iznad Triglava su tri zlatne, šestokrake zvijezde koje čine trokut. Zvijezde potječu s grba celjskih grofova.
Grb se nalazi i na slovenskoj zastavi.

## Povijest
Motiv mora i planine Triglav nalazio se i na grbu Socijalističke Republike Slovenije u doba SFRJ. Oko staroga grba nalazila se i pšenica s listovima lipe, te crvena petokraka zvijezda na vrhu. Grb se do 1963. službeno nazivao državnim. Oblikovao ga je Branko Simčič, a kao uzor je imao znak Osvobodilne fronte slovenskega naroda, koji je načinio Edvard Ravnikar.
- Grb Kranjske (do 1918.)
- Simbol Slovenije na grbu Kraljevine Jugoslavije (1918. – 1941.)
- Grb Slovenskog domobranstva (1943. – 1945.)
- Grb Socijalističke Republike Slovenije (1945. – 1991.)

## Vanjske poveznice
- Stranica Vlade posvećena grbu  Arhivirana inačica izvorne stranice od 7. siječnja 2007. (Wayback Machine) (slov.)